# Alopoglossidae
Alopoglossidae är en familj av ödlor med två släkten och arter som lever i den neotropiska regionen. Taxonet räknades tidigare som underfamilj i familjen Gymnophthalmidae.
Familjens medlemmar är ganska små och rörliga. De har olika ryggradslösa djur som föda och de gömmer sig ofta i lövskiktet. Vikten är mycket varierande mellan 0,7 och 6,5 g. Tre fjärde delar av den ganska långa svansen kan tappas. Arterna saknar en taggig kam på hjässan och de byter inte färg. Hos några familjemedlemmar har hannar och honor olika färger. Dessa ödlor lever främst i kulliga områden och i bergstrakternas låga delar med mycket regnfall. Endast ett fåtal arter hittas i sanddyner eller i människans samhällen. Honor lägger ägg som kläcks efter cirka 79 dagar. Inga arter flyttades från sina ursprungliga trakter.
Familjens släkten är:
- Alopoglossus, cirka 10 arter.
- Ptychoglossus, cirka 15 arter.